# Simon Van De Voorde
Simon Van De Voorde (ur. 19 grudnia 1989 w Leuven) – belgijski siatkarz, 305-krotny reprezentant kraju, grający na pozycji środkowego.

## Sukcesy klubowe
Superpuchar Belgii:
- 2009, 2011, 2012

Puchar Belgii:
- 2010, 2012

Puchar CEV:
- 2017
- 2010

Liga belgijska:
- 2011, 2012
- 2010, 2013

Liga Mistrzów:
- 2016
- 2014

Liga polska:
- 2014

Klubowe Mistrzostwa Świata:
- 2016

Liga włoska:
- 2017

## Sukcesy reprezentacyjne
Mistrzostwa Europy Kadetów:
- 2007

Liga Europejska:
- 2013

## Nagrody indywidualne
- 2010: Najlepszy blokujący Pucharu CEV